# Вогслид, Лене
Лене Вогслид (норв. Lene Vågslid; род. 17 марта 1986, Токке, Телемарк) — норвежская учительница, политический и государственный деятель. Член Рабочей партии. Министр по делам детей и семьи Норвегии с 4 февраля 2025 года. Депутат стортинга с 2010 года.

## Биография
Родилась 17 марта 1986 года в коммуне Токке в фюльке Телемарк. Является одной из трёх детей Хильде Алисе Вогслид (Hilde Alice Vågslid; род. 1956), которая также была политиком от Рабочей партии, мэром Токке (2011—2015).
Получила в 2010 году степень бакалавра в области преподавания практическо-эстетических предметов в Высшей школе Телемарка.
Работала учительницей в коммуне Токке.

## Политическая карьера
В школьные годы вступила в отделение молодёжной организации Рабочей партии (AUF) в Токке, в 2003—2006 годах была его лидером. С 2003 года — член совета Рабочей партии в фюльке Телемарк. Возглавляет отделение Рабочей партии в коммуне Бё и женскую организацию Рабочей партии в фюльке Телемарк.
С 2007 года представляла Рабочую партию в фюлькестинге Телемарка.
По результатам парламентских выборов 2009 года избрана первым заместителем депутата стортинга от округа Телемарк от Рабочей партии. В октябре 2010 года заменила в стортинге заболевшую Ганн Ольсен (норв. Gunn Olsen; 1952—2013), члена Комитета по семье и культуре. Была членом Комитета по семье и культуре (2010—2013).
По результатам парламентских выборов 2013 года избрана депутатом стортинга от Рабочей партии в избирательном округе Телемарк. Переизбрана на выборах 2017 и 2021 годов. Была членом Комитета юстиции (2013—2017), председателем в 2017—2021 годах. Была председателем Комитета местного и государственного самоуправления (2021—2025).
В 2022—2025 годах была заместителем лидера парламентской группы Рабочей партии.
При перестановках 4 февраля 2025 года в правительстве под руководством Йонаса Гара Стёре назначена министром по делам детей и семьи.